# Rope the Moon
"Rope the Moon" é uma música do cantor John Michael Montgomery, escrita por Jess Brown, Aggie Brown e Jimmy Denton. Foi lançada em março de 1994 como o segundo single do seu álbum Kickin' It Up.

## Videoclipe
O videoclipe foi dirigido por Marc Ball. Através dele, é mostrado que a canção não é um canção de amor para uma mulher. Pelo contrário, mostra a relação entre o pai e a sua filha, o que era o que o artista queria.

## Desempenho nas paradas
"Rope the Moon" estreou na 69ª posição no U.S. Billboard Hot Country Singles & Tracks na semana de 14 de março de 1994.
| Parada (1994)                    | Melhor posição |
| -------------------------------- | -------------- |
| Canada Country Tracks (RPM)      | 2              |
| US Hot Country Songs (Billboard) | 4              |

### Paradas no fim de ano
| Parada (1994)                | Posição |
| ---------------------------- | ------- |
| Canada Country Tracks (RPM)  | 26      |
| US Country Songs (Billboard) | 45      |